# Helina auranticornis
Helina auranticornis är en tvåvingeart som beskrevs av Fritz Isidore van Emden 1951. Helina auranticornis ingår i släktet Helina och familjen husflugor.
Artens utbredningsområde är Zimbabwe. Inga underarter finns listade i Catalogue of Life.